# Во власти золота
«Во власти золота» — художественный фильм по мотивам пьесы «Золотопромышленники», романа «Дикое счастье» и рассказа «Золотуха» Д. Н. Мамина-Сибиряка. Последняя работа режиссёра Ивана Правова на Сведловской киностудии.

## Сюжет
B доме золотопромышленника Тихона Кондратьевича Молокова шумно провожают масленицу. Когда градоначальник пытается соблазнить дочь хозяина Анисью, отец девушки разбивает ему нос. Испугавшись последствий, Тихон Кондратьевич по совету друга, Ивана Тимофеевича Засыпкина, берёт псевдоним, всё имущество переписывает на жену и вместе с дочерью бежит из города. Засыпкин убеждает жену Молокова передать ему в аренду золотой прииск, в результате чего Молоков с дочерью остаются без средств. Поняв, что они обмануты, беглецы возвращаются, чтобы вернуть доброе имя и потерянный прииск.

## В ролях
- Иван Переверзев — Тихон Кондратьевич Молоков, золотопромышленник
- Инна Кмит — Анисья Тихоновна
- Виктор Чекмарёв — Иван Тимофеевич Засыпкин
- Людмила Касьянова — Елена Ивановна
- Владислав Баландин — Василий Петрович (в титрах С. Баландин)
- Игорь Белозёров — Поликарп Емельянович Белоносов, адвокат
- Ефим Степанов — Харитон Харитонович Ширинкин
- Полина Кропачёва — Марфа
- Павел Федосеев — Маркушка
- Лидия Старокольцева — жена Маркушки

## Фестивали и награды
- 1958 — ВКФ (Всесоюзный кинофестиваль) — Вторая премия звукооператору (Евгений Никульский).

## Съёмочная группа
- Авторы сценария: Иван Правов, Юрий Хазанович
- Режиссёр-постановщик: Иван Правов
- Оператор-постановщик: Игорь Лукшин
- Художник-постановщик: Борис Кавецкий
- Композитор: Евгений Родыгин
- Дирижёр: Вероника Дударова

## Критика
По мнению культуролога Н. Б. Кирилловой, фильм получился слабее пьесы Мамина-Сибиряка «Золотопромышленники», на основе которой он снят. Главной идеей режиссёра Кириллова посчитала «воспроизведение вторжения капиталистических отношений в патриархальный уральский быт, создание атмосферы хищничества и продажности».

## Рецензии
- Бауман Ел. Отцвели уж давно хризантемы… // «Искусство кино», 1958, № 4, стр. 53-55